# دياريرو دي برشلونة
دياري دي برشلونة —الذي أعيد تسميته في فترات مختلفة باسم دياري دي برشلونة— كان صحيفة إسبانية تصدر في برشلونة، مع بعض الانقطاعات، بين عامي 1792 و2009. نُشرت بنسخة ورقية حتى عام 1994 وبنسخة رقمية حتى عام 2009. وكان معروفًا شعبيًا باسم «إل بروسي»، ووُصف بأنه الصحيفة الأقدم في الصحافة الأوروبية. وقد وُصف بأنه «أهم صحيفة في تاريخ كتالونيا» أو «أول صحيفة يومية حقيقية» في برشلونة.

## التاريخ
تأسس على يد بيدرو هوسون دي لابازاران، حيث نُشر رقمه الأول في 1 أكتوبر 1792. كان هوسون دي لابازاران، وهو طابع من أصل نابولي، قد حصل في ذلك العام على التصاريح الحكومية لنشر صحيفة دياري دي برشلونة. كانت مكتوبة باللغة الإسبانية وكانت تؤدي وظائف نوع من الجريدة الرسمية.
بدأت الصحيفة مرحلة جديدة في يناير 1808، استكمالًا للمرحلة السابقة. في 18 أكتوبر 1809، اضطر الطابع هوسون دي لابازاران تحت ضغط السلطات الإسبانية إلى التنازل عن حقوق نشر دياري دي برشلونة لـ أنطونيو بروسي، بتهمة كونه «فرنسي التوجه». خلال المرحلة الفرنسية للصحيفة، بين 1810 و1813، أصبحت تحت سيطرة محررين موالين للإدارة النابليونية، ونشرت بإصدار ذو عمودين مزدوجين باللغتين الفرنسية والكتالونية.
بعد حرب الاستقلال، في عام 1814 عادت إدارة صحيفة دياري دي برشلونة إلى أنطونيو بروسي، وفي السنوات التالية أدارها ابنه أنطونيو بروسي إي فيرير، ولذلك كانت تعرف شعبيًا باسم إل بروسي. بين عامي 1831 و1839، كان خواكين روكا إي كورنيت المحرر الوحيد للصحيفة.
اعتمدت الصحيفة أيديولوجية ملكية وليبرالية محافظة؛ وهي موقف، إذا كان في البداية يضمن استمرارها، إلا أنه مع الوقت، ومع انخفاض الرقابة على الصحافة، أدى إلى فقدانها التأثير. من ناحية اللغة، في تلك الفترةقالب:عندما نُشرت الصحيفة، باستثناء بعض القصائد بالكتالونية، باللغة الإسبانية، مثل معظم الصحف الكتالونية في ذلك الوقت. كتب العديد من الكُتاب بالكتالونية مقالاتهم بالإسبانية، من بينهم خوان ماراجال.
مع تخفيف الرقابة على الصحافة وظهور صحف أخرى في برشلونة — مثل لا بوبليسيتي (1878)، إل ديلوفيو (1879)، لا فانغواردي (1881) أو إل نوتيسييرو أونيڤرسال (1888)— تم كسر الهيمنة التي كانت تتمتع بها صحيفة دياري دي برشلونة. وقد تجلى هذا التغيير بوضوح عندما في عام 1906، تولى مدير الصحيفة، المايوريكي ميغيل دي لوس سانتوس أوليفر، إدارة صحيفة لا فانغواردي. ومع ذلك، ازدادت الصحيفة حضورًا بشكل كبير بين جمهور برشلونة. ففي عام 1888 كان عدد النسخ المطبوعة 8,000 نسخة، وارتفع إلى 19,000 في عام 1918، وإلى 50,000 نسخة في عام 1927.
خلال الحرب العالمية الأولى، حافظت الصحيفة على خط تحريري جرمانوفيل.
كانت صحيفة دياري دي برشلونة، التي حتى عام 1923 كانت شركة عائلية بامتياز، تحت سيطرة شركة مساهمة حديثة التأسيس: «الناشرون البارسلونيون»؛ ومنذ عام 1942 تم تغيير الاسم وأصبحت الصحيفة تحت تبعية «الناشرون البارسلونيون للنشرات».
خلال فترة الجمهورية الثانية، حافظت على خط تحريري محافظ وملكي، مقارب لـ CEDA.
بعد اندلاع الحرب الأهلية، تم مصادرتها من قبل حزب دولة كتالونيا وتحويلها إلى جهاز للحزب، ونُشرت باللغة الكتالونية. في 22 يوليو، عادت للصدور بالشكل الجديد، بعنوان دياري دي برشلونة وبالعنوان الفرعي «صوت Estat Català». كانت تحت إدارة مارسيلينو بيريلو. احتفظ حزب Estat Català بالسيطرة على مرافق الصحيفة على الأقل حتى منتصف عام 1937. وبعد طردهم، أعيد تحريرها كـ دياري دي برشلونة، لكنها توقفت عن الصدور في نفس العام.
في نهاية الصراع، أعيدت الصحيفة إلى أصحابها السابقين. وبحلول عام 1940، كانت واحدة من خمسة صحف تُنشر في برشلونة، إلى جانب لا فانغوارديا، وإل كوريه كاتالان، ولا برينسا وسوليداريداد ناسيونال. خلال فترة حكم فرانكو، كانت واحدة من الصحف الرئيسية في المدينة. ومع ذلك، بعد وفاة الديكتاتور دخلت الصحيفة في أزمة. بعد فترة تحت إدارة الصحفي أنطونيو أليماني (1977-1979)، تم تعيين خوليو ميرينو مديرًا جديدًا في ديسمبر 1979. ومع ذلك، خلال الأشهر التالية استمرت الصحيفة في فقدان عدد كبير من القراء، حتى وصلت نسبة التوزيع إلى 7000 نسخة فقط.
في يونيو 1980 أعلنت الصحيفة تعليق دفع التزاماتها المالية، وبعد شهر توقفت عن النشر. أعيد إصدارها في 21 أكتوبر من نفس العام، بإدارة ذاتية من قبل العمال وصدرت بنسخة ثنائية اللغة. استمر هذا التجربة حتى إغلاقها في 1984. في العام التالي، استحوذت بلدية برشلونة على الصحيفة، ثم نقلتها إلى مجموعة زيتا. أعيد إصدار دياري دي برشلونة في 1986، ولكن هذه المرة كُتبت بالكامل باللغة الكتالونية.
بعد حدوث تغييرات متعددة في هيكل المساهمين، أصبحت الشركة الناشرة تحت إدارة المنظمة الوطنية للعميان في إسبانيا (ONCE). وقد سمح القرار اللاحق للمنظمة بالتخلص من حصصها في الصحافة المكتوبة والتركيز على الإعلام السمعي البصري بأن يتولى الأخوان دالماو، ناشرا صحيفة لا مانانا في مدينة لييدا، السيطرة على "بروسي" في عملية اعتبرها عمال الصحيفة احتيالية.
وبعد بضعة أشهر فقط من إعادة تصميم الصحيفة، قام المالكون الجدد بإغلاقها، بعد أن أعادوا تسميتها بـ«نو دياري» وأطلقوا نسخًا محلية في عدة مدن كتالونية. وقد أدى إعلان إفلاس آل دالماو إلى ترك الموظفين دون رواتب مستحقة أو أي نوع من التعويض. ولم يتم إصدار حكم قضائي يلزم الملاك الأخيرين بدفع مستحقات العاملين حتى مرور ثلاثة عشر عامًا، وذلك في عام 2007.
أما كمنشور على الإنترنت، فكانت دياري دي برشلونة مملوكة لبلدية برشلونة، حيث إن الإدارة المحلية لم تتخلّ أبدًا عن حصتها الصغيرة، مما منحها الحق في الاحتفاظ بملكية اسم الصحيفة. وفي 31 يوليو 2009، أُغلق دياري دي برشلونة بشكل نهائي بعد 217 عامًا من تاريخه.

## الأرشيف
يُحتفظ بجزء من أرشيف الصحيفة في الأرشيف الفوتوغرافي لبرشلونة. يحتوي هذا الأرشيف على حوالي 281,700 صورة فوتوغرافية، تم إنتاجها لتوضيح الأخبار المنشورة في دياري دي برشلونة. وتتنوّع المواضيع التي تغطيها هذه الصور بشكل كبير، حيث تشمل أحداثًا ذات طابع عالمي، وسياسي، واجتماعي، وثقافي، وديني، ورياضي.
وتنتمي نسبة كبيرة من الصور إلى آخر خمسين عامًا من عمر الصحيفة. العديد منها صور من وكالات أنباء مرفقة بنصوص. ويمثل هذا الأرشيف مصدرًا هامًا لدراسة تاريخ القرن العشرين.
فيما يتعلق بأرشيف الوثائق الرسومية، يحتفظ الأرشيف التاريخي لمدينة برشلونة (AHCB) برسومات أصلية صادرة عن صحيفة دياري دي برشلونة، وتشمل أعمالًا لفنانين مثل ألفونس لوبيث (1950)، أرنو دومبر "آرنو" (1961-1996)، خوان كارلوس أثاغرا (1957)، بوليناغا، ألفونسو سيرون نييث (1928)، فرانسيسك فيلا روفاس المعروف بـ سيسك (1927-2006)، ميكيل فيريريس إي دوران (1950)، خوسيه لويس فلوريت روديرو (1909-2000)، بيدرو غارثيا لورينتي (1920)، لويس ميراكلي لافييا (1956)، بيره أوليفيه ثاراغوثا (1941)، ميغيل تراليرو غارغالو، شيميم، وغيرهم، ليصل عددهم إلى 36 فنانًا. وقد أُنجزت هذه الرسومات خلال الفترة الممتدة بين عامي 1944 و1984.
في عام 2013، تم التعرّف على ما مجموعه 7,745 رسمة وتصنيفها. ومن بين هذا الكمّ الكبير من الرسومات الأصلية، تبرز بشكل خاص غزارة إنتاج ألفونسو سيرون، الذي أنجز 2,986 رسمة، وسيسك (فرانسيسك فيلا روفاس) بـ2,539 رسمة، ما يُشكّل 71.3٪ من إجمالي الرسومات في أرشيف دياري دي برشلونة. يليهما بفارق كبير ميغيل تراليرو بـ429 رسمة، بيره أوليفيه بـ319، بيدرو غارثيا لورينتي بـ307، آرنو بـ275، ولويس ميراكلي بـ223 رسمة.
ومن خلال تحليل هذه الوثائق الرسومية الواسعة المحفوظة في الأرشيف التاريخي لمدينة برشلونة (AHCB)، يمكن استخراج عدد كبير من الموضوعات المتنوعة، مثل: الشؤون المالية، نشاط الحكومة، السياسة الدولية، السياحة، السوق الأوروبية المشتركة، الإنفاق العام، الإصلاح الزراعي، النقل، الانتخابات، الأمن المدني، الأشغال والتخطيط العمراني، نزع السلاح، الشباب، البنوك، حركة المرور، وغيرها.
ويشكّل هذا التنوع الموضوعي نموذجًا بارزًا لإنتاج بعض من أهم رسامي الكاريكاتير الذين، من خلال رسومهم اليومية، قاموا بتصوير أبرز الأحداث التي ميزت فترات طويلة من تاريخنا الحديث، مثل: مرحلة ما بعد الحرب، والحقبة الفرنكوية، والانتقال الديمقراطي، والديمقراطية نفسها.
على سبيل المثال، أنجز ألفونسو سيرون رسومات فكاهية ذات طابع سياسي لجريدة دياري دي برشلونة بين عامي 1964 و1980، معظمها في قسم خاص بعنوان «سيرون رأى الأمر هكذا»، تناول فيه السخرية من أحداث دولية، وكذلك من الشؤون الوطنية والمحلية. ومن بين أبرز المساهمين في أرشيف الجريدة، نجد الرسام والرسام التشكيلي فرانسيسك فيلا إي روفاس، المعروف باسم سيسك، الذي بدأ عمله في الجريدة عام 1952، حيث كان يرسم رسمة يومية في قسمه الخاص «الحياة على سبيل المزاح». يحتفظ الأرشيف التاريخي لمدينة برشلونة (AHCB) بـ2,539 رسمة أصلية من أعماله، وهي مجموعة من الصور الساخرة والرقيقة، ولكن أيضًا المؤثرة، والتي تُعد بمثابة صورة حية للمدينة والبلاد خلال عقد 1952-1962.
تم اقتناء مجموعة الرسوم الأصلية الخاصة بـ دياري دي برشلونة، إلى جانب الأرشيف، والأرشيف الصحفي للجريدة واسمها التجاري، من قبل بلدية برشلونة سنة 1984.
حاليًا، النسخة الرقمية للجريدة لا تزال نشطة وتُدار من قبل طلاب جامعة بومبيو فابرا (UPF)، وذلك بفضل اتفاق مع بلدية برشلونة، المالكة لاسم النطاق الإلكتروني.